# Echo (productor)
Paul Frederick Irizarry Suau (nacido el 18 de enero de 1982), conocido artísticamente como Echo, es un productor discográfico y compositor puertorriqueño. Ha trabajado con éxito durante los últimos 15 años con los principales artistas urbanos y pop. Ha sido nominado al Grammy y ha sido ganador del premio en dos ocasiones por los álbumes En Honor a la Verdad y Barrio Fino.

## Carrera musical
Echo ha recibido tres premios Grammy Latinos, los dos primeros como productor e ingeniero, en 2004 por el álbum En Honor a la Verdad de Vico C y el otro en 2005 con el álbum de Daddy Yankee, Barrio Fino. Echo ha sido nominado a más de diez premios Grammy, incluido el de Record of the Year por «Gasolina» de Daddy Yankee.
En 2006, Echo se convirtió en el primer productor en grabar la London Symphony Orchestra (LSO) para un proyecto urbano, dirigiendo una grabación orquestal completa de 73 piezas en un arreglo de hip hop en Abbey Roads Studios, Londres para Free Tempo (Sony / BMG). Sus creaciones musicales han sido utilizadas para la saga Rápido y furioso, Talento de Barrio, programas de televisión "Shark" (HBO), "The L Word (HBO)", juegos como Grand Theft Auto IV, así como las campañas publicitarias de Nike y KIA Motors.
Su primer álbum llegó en 2007, bajo el nombre de Invasión, que contó con la participación de artistas urbanos como Daddy Yankee, Hector el Father, Wisin y Yandel, Don Omar, y otros más. Recientemente, ha sido nominado a los Premios Grammy Latinos 2020 por la producción de la canción «Muchacha» de Gente de Zona y Becky G.

### The Lab Studios
Actualmente posee y opera una instalación de grabación y producción en San Juan, Puerto Rico, llamada The Lab Studios. A partir de ahí, lidera un equipo de producción que consta de ingenieros, compositores y productores jóvenes que trabajan con Echo, como Effect-O y Lakdani Importz.

## Discografía
- Echo presenta: Invasión (2007)

## Créditos de producción
Los créditos profesionales de Echo por producir, grabar y / o mezclar canciones, se registran en álbumes de artistas como Ricky Martin, Pitbull, Tego Calderon, Paulina Rubio, Tempo, Daddy Yankee, Don Omar, Vico C, Divino, Ivy Queen, Thalia, Nina Sky, Wisin & Yandel, Voltio, Tito El Bambino, Farruko, FLEX, Beenie Man, Cultura Profética, Alexis & Fido, Cosculluela, Orishas, Jazze Pha, Obie Bermúdez, Lil Silvio & El Vega, Twista, Abraham Velázquez, Fat Joe,, La India, Eddie Dee, Héctor Delgado y Giovanni Hidalgo, por nombrar algunos, trabajando en diferentes géneros y tendencias musicales, que van desde el Pop, R&B, Hip Hop, reguetón y música cristiana.

## Sellos discográficos de producción
- 2004: Clase Aparte
- 2004: Barrio Fino
- 2004: En Honor A La Verdad
- 2005: Los Bandoleros
- 2005: Desahogo
- 2006: Los Bandoleros Reloaded
- 2006: Top Of The Line
- 2007: El Cartel III: The Big Boss
- 2007: Top Of The Line: El Internacional
- 2007: La iglesia de la calle
- 2008: Los 4 Fantastikos: Los Presidentes
- 2008: Mi Primer Capítulo
- 2009: El Príncipe
- 2009: El Principe: Ghost Edition
- 2009: IDon
- 2009: Free Tempo
- 2009: Mi Primer Capitulo: Edición Especial
- 2010: Por experiencias propias
- 2010: Los superheroes
- 2013: Free Music
- 2015: Vendetta
- 2015: Los reyes del rap
- 2016: Blanco perla

## Premios y reconocimientos
- 2004: Premios Grammy Latinos - Mejor álbum de música urbana por En Honor a la Verdad.  (Ganador) [18]
- 2005: Premios Grammy Latinos - Mejor álbum de música urbana por Barrio Fino.  (Ganador)
- 2005: Premios Grammy Latinos - Record of the Year por «Gasolina». Nominado
- 2006: Premios Grammy - Álbum Alternativo, Rock, Urbano Latino por Desahogo. Nominado
- 2006: Premios Grammy Latinos - Mejor álbum de música urbana por King of Kings. Nominado
- 2007: Premios Grammy Latinos - Mejor álbum de música urbana por El cartel: The Big Boss. Nominado
- 2020: Premios Grammy Latinos - Mejor Canción Urbana por «Muchacha». Nominado